# Fagus
Fagus és un gènere de plantes angiospermes de la família de les fagàcies (Fagaceae) natiu de l'hemisferi nord. Una de les espècies més conegudes és el faig (Fagus sylvatica), present a la major part d'Europa.

## Descripció i característiques
- Fulles dentades que fan de 5 a 15 cm de llarg i de 4 a 10 cm d'ample.
- Flors monoiques petites, poc vistoses de pol·linització anemòfila. Floració masculina en aments al principi de la primavera.
- El fruit es coneix amb el nom de faja, plural fages. Té forma triangular de 10 a 15 mm. El fruit de Fagus sylvatica, l'espècie europea, no té gust amarg.

Són plantes originàries d'Europa, Àsia, i Amèrica típiques de clima temperat humit. Als Països Catalans l'única espècie autòctona és el Fagus sylvatica, que es troba sobretot a la Catalunya humida i les fagedes més extenses es fan al Ripollès, la Garrotxa i la Vall d'Aran. Al País Valencià només es troben alguns exemplars a Fredes al municipi de La Pobla de Benifassà als Ports de Beseit, i a Penyagolosa, que és l'extrem sud de la seva distribució a les nostres terres. No existeixen a les Balears.
Els faigs antàrtics o del Con Sud d'Amèrica, Austràlia, Nova Zelanda, Nova Guinea i Nova Caledònia Nothofagus abans estaven classificats dins la família Fagaceae però pertanyen actualment a la família Nothofagaceae.

## Usos
La fusta de faig es considera una fusta noble, usada en la fabricació de mobles.
Les fages són comestibles pels animals i humans amb un elevat contingut en greixos. En alguns llocs es fan servir per a l'extracció d'oli.
Antigament els fruits caiguts a terra eren aprofitats per ramats de porcs el mateix que les glans d'altres fagàcies.

## Taxonomia
Aquest gènere va ser publicat per primer cop l'any 1753 al segon volum de l'obra Species Plantarum de Carl von Linné (1707-1778).

### Espècies
En l'actualitat n'hi ha 10 espècies:
- Fagus crenata - Faig japonès
- Fagus engleriana - Faig xinès
- Fagus grandifolia - Faig americà
- Fagus hayatae - Faig de Taiwan
- Fagus japonica - Faig blau del Japó
- Fagus longipetiolata - Faig del sud de la Xina
- Fagus lucida - Faig lluent
- Fagus mexicana - Faig mexicà
- Fagus moesiaca - Faig balcànic[4]
- Fagus orientalis - Faig oriental
- Fagus sylvatica - Faig europeu

## Galeria

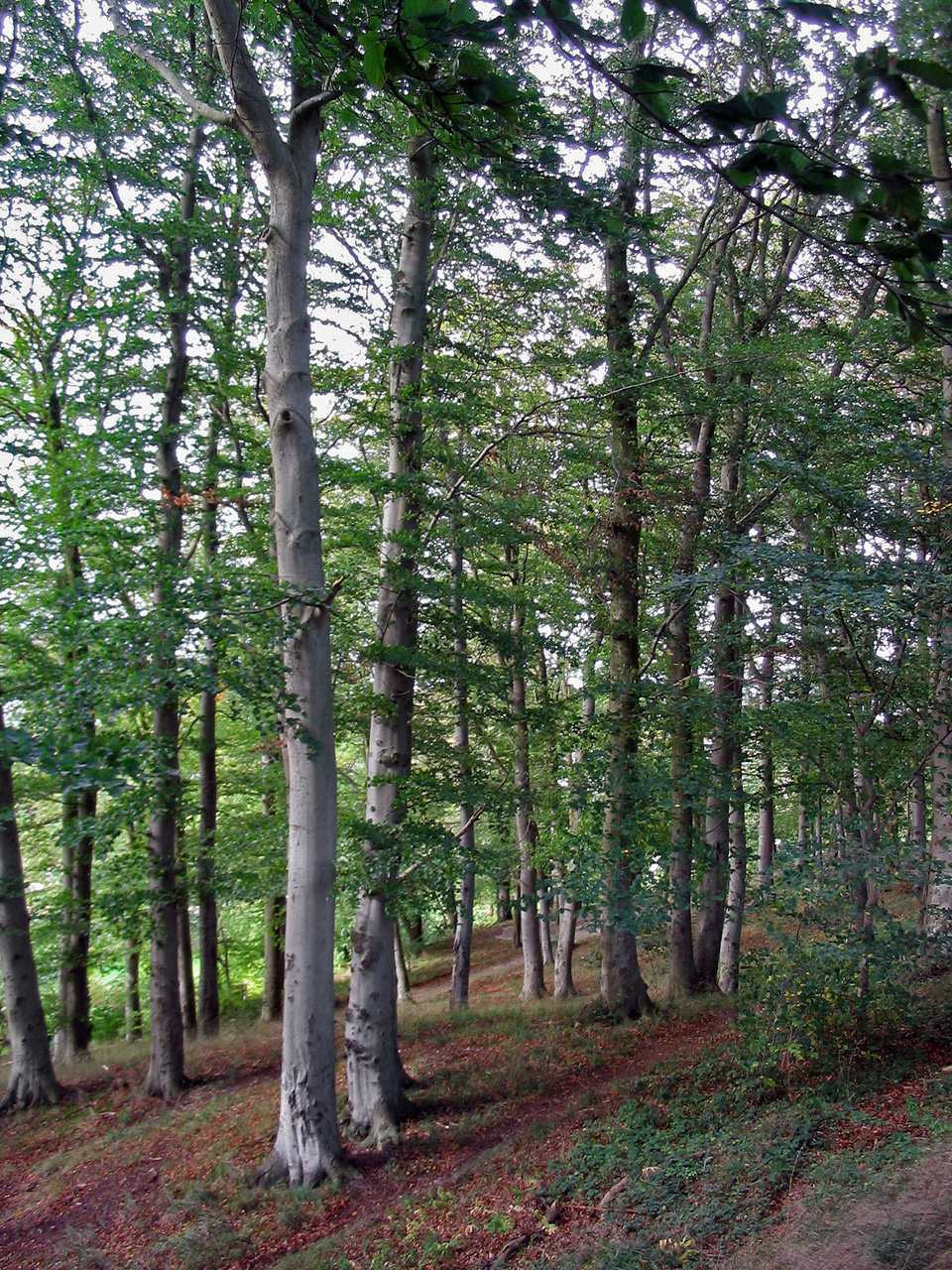
Fageda de Fagus sylvatica a Buchenwald (Alemanya)
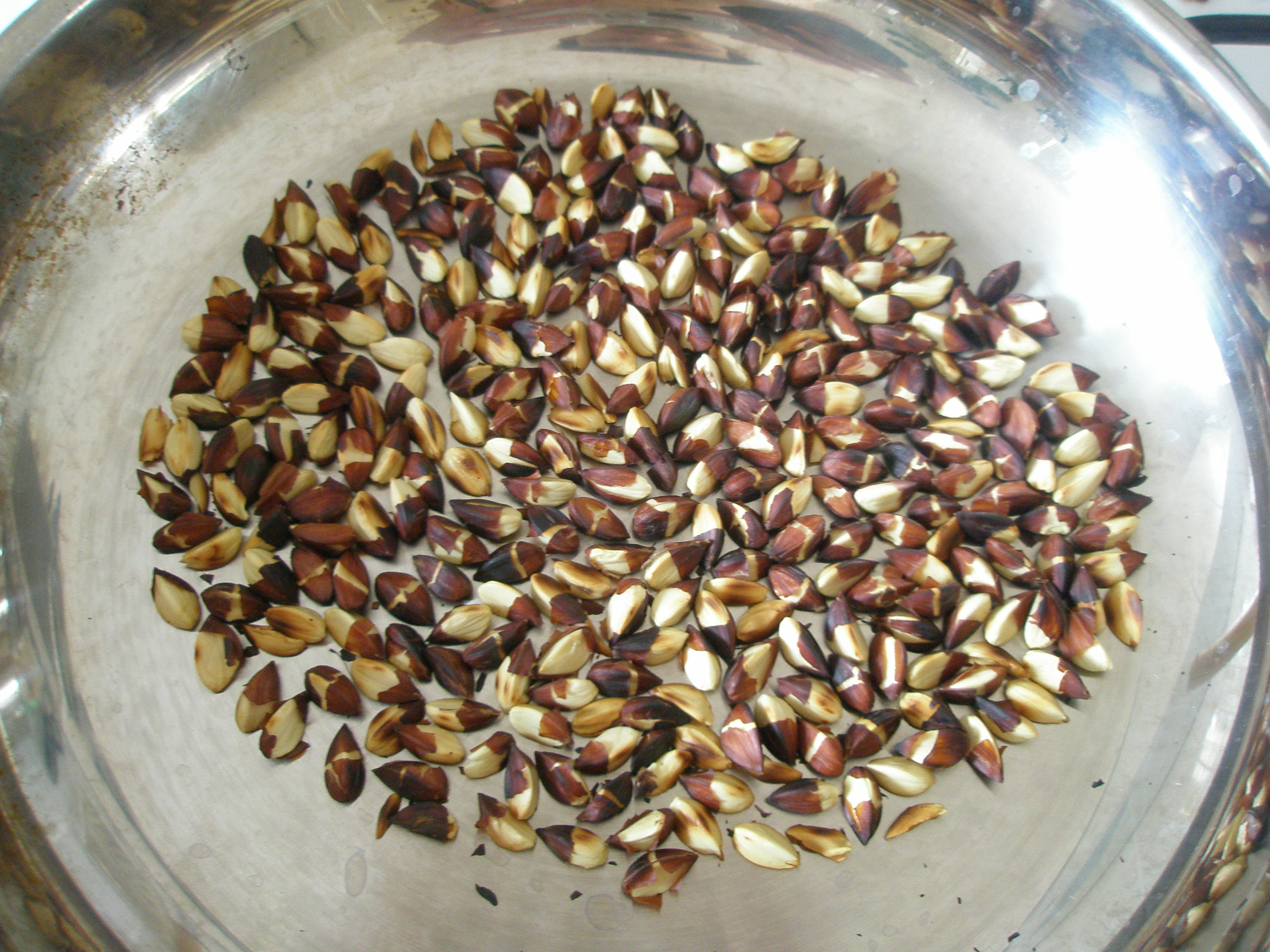
Fages torrades
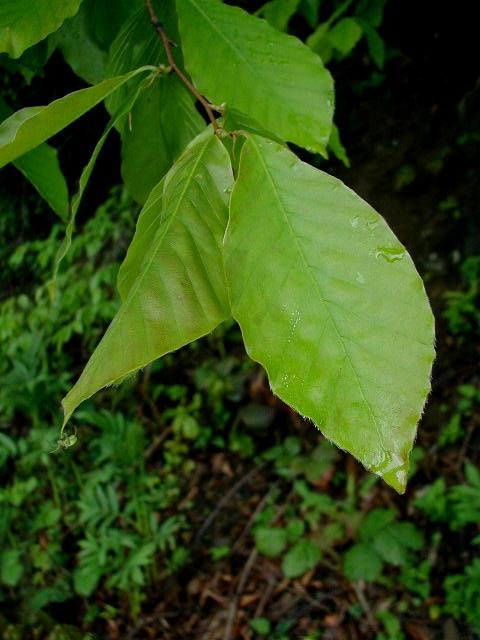
Fulles de Fagus orientalis
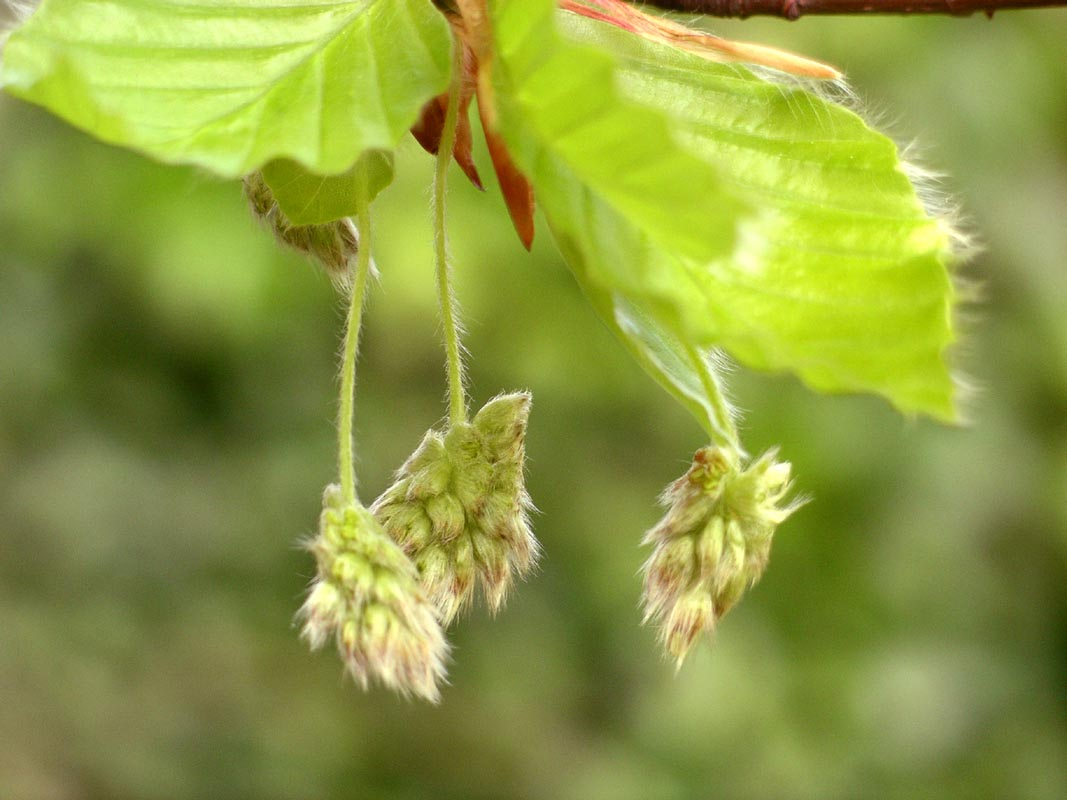
Flors del faig Fagus sylvatica
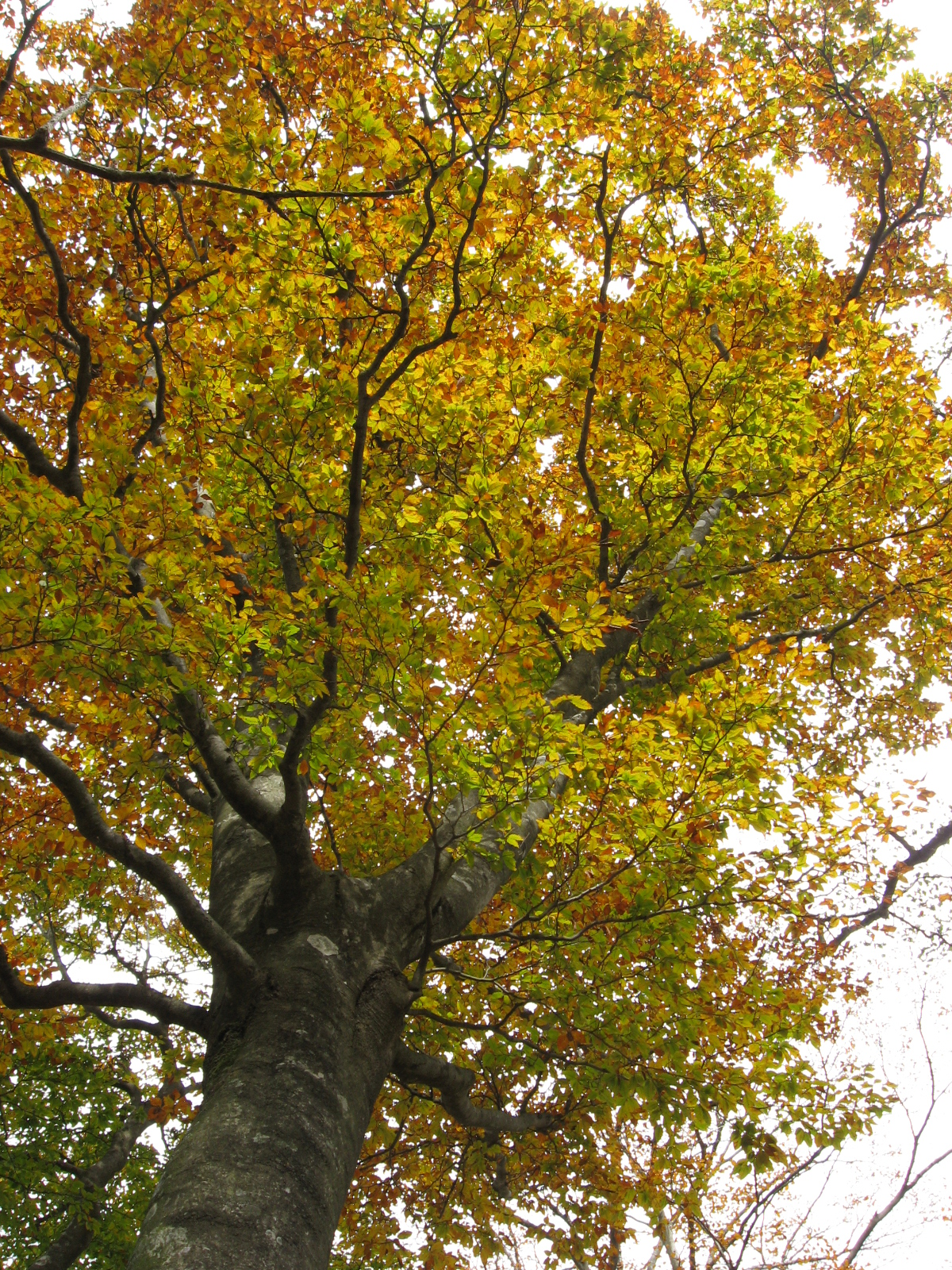
Faig japonès (Fagus crenata)
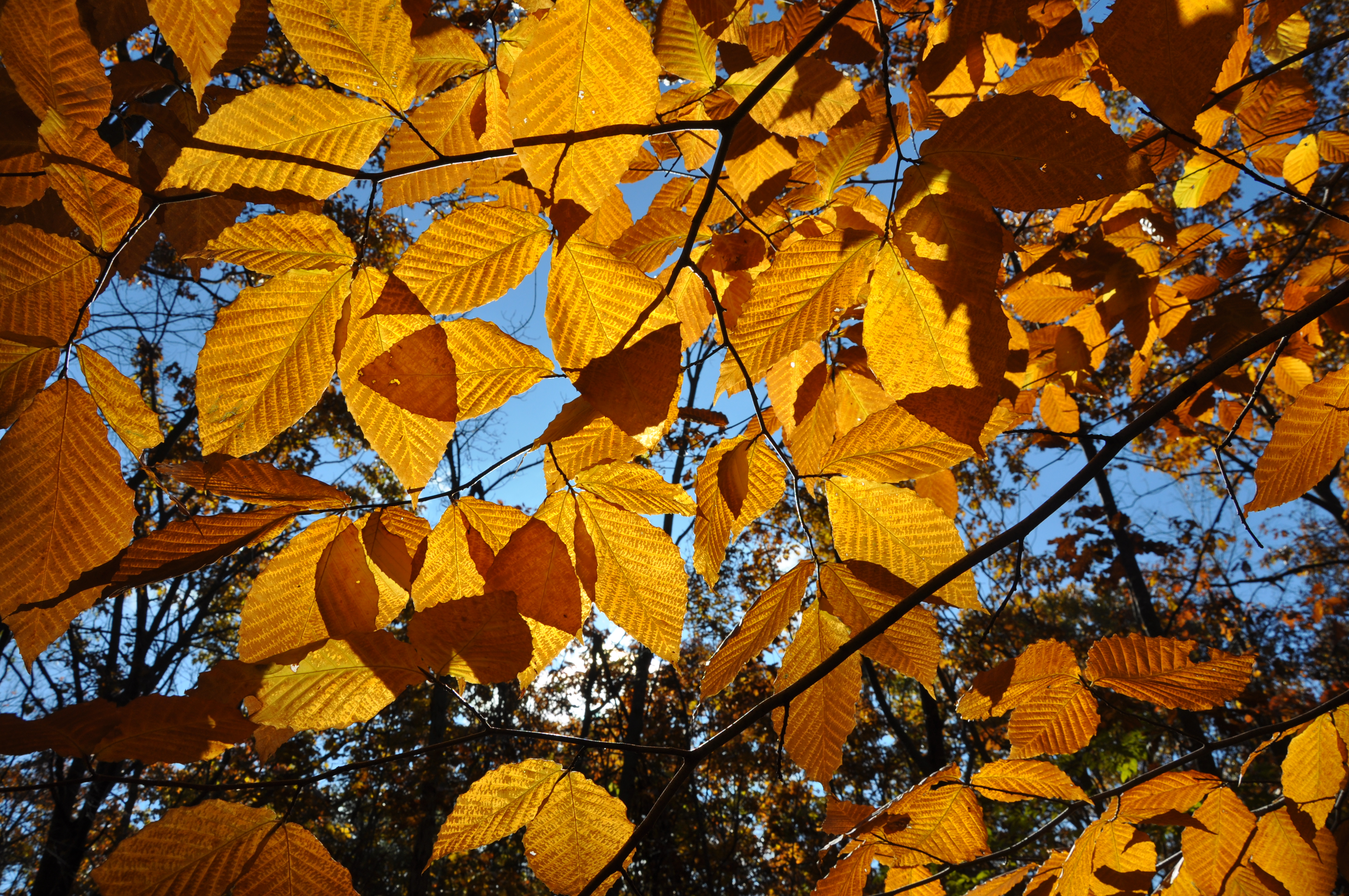
Fulles de Fagus grandifolia a la tardor
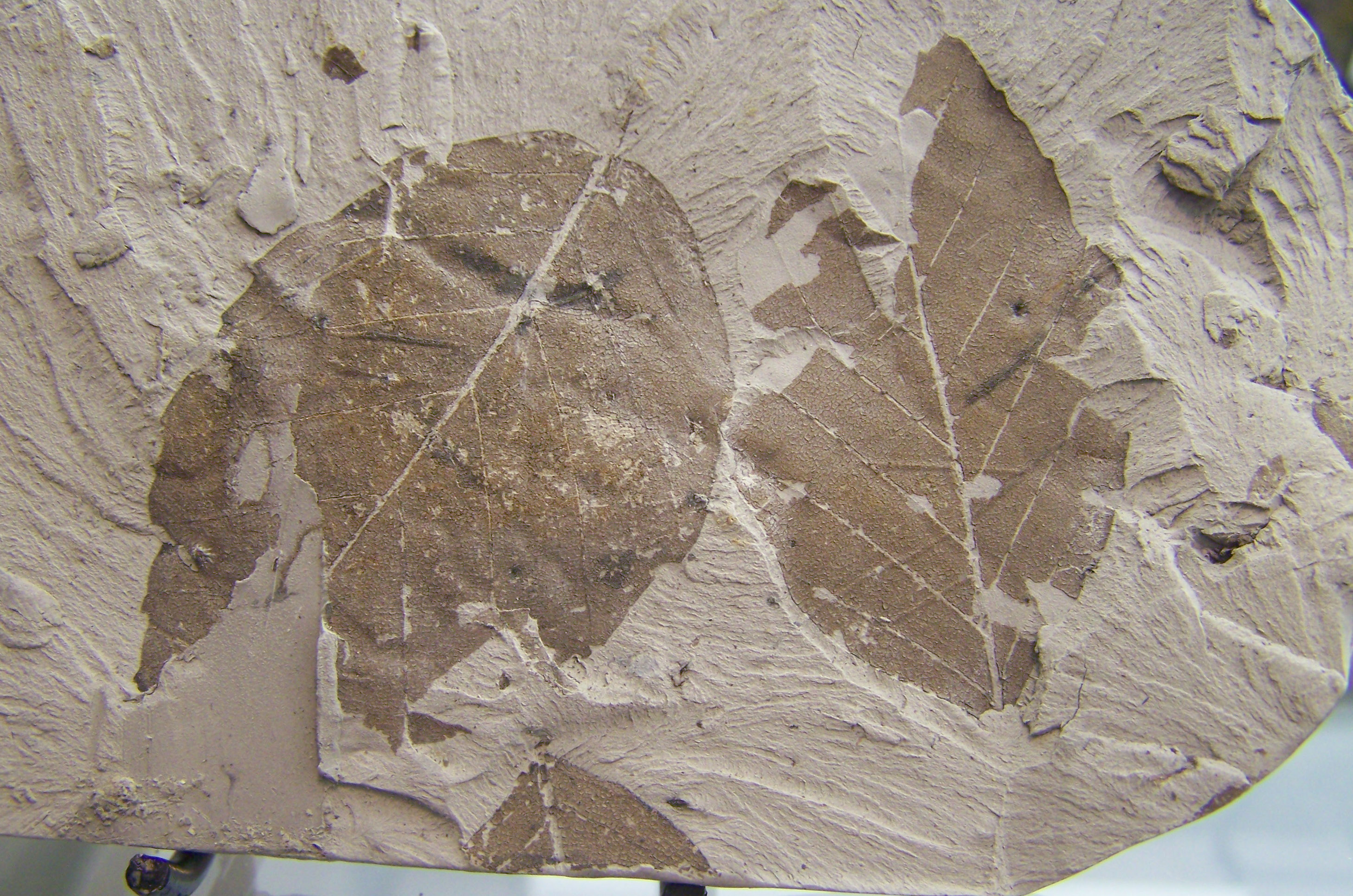
Fòssil de Fagus gussonii, espècie ja extinta